# Michael Reth
Michael Reth (Düsseldorf, 8 de novembro de 1950) é um biólogo alemão, professor de imunologia molecular da Universidade de Freiburg.

## Prêmios e associações
- 1996 Prêmio Gottfried Wilhelm Leibniz
- 2006 Membro da Academia Leopoldina
- 2014 Prêmio Paul Ehrlich e Ludwig Darmstaedter[1]
- 2018 Membro da Academia Nacional de Ciências dos Estados Unidos